# R474
De R474 is een regionale weg in County Clare. Het vormt de verbindingsroute tussen Ennis en Milltown Malbay.

## Trajectbeschrijving
Volgens de Roads Act 1993 (Classification of Regional Roads) Order 2012 is de route als volgt:
R474 Ennis — Milltown Malbay, County Clare

Between its junction with R458 at Mill Road in the town of Ennis and its junction with N67 at Main Street Milltown Malbay in the county of Clare via Circular Road in the town of Ennis: Inch Bridge, Fairyhill Cross, Connolly, The Hand Cross and Knockloskeraun; and Ennis Road at Milltown Malbay in the county of Clare.
In populair taalgebruik: Ennis - Inch - Kilmaley (in feite de "Kilmaley Inn" bij Fairyhill Cross) - Connolly - Four Crosses (Knockloskeraun, aansluiting met R460 richting Inagh - Ennis Road, Milltown Malbay - Main Street, Milltown Malbay (aansluiting op de N67).
De R474 loopt zuidelijk langs Slievecallan. Een alternatieve route naar Ennis (R460 - Inagh - N85) loopt noordelijk langs deze berg.

## Afsluiting
In 2016 werd de weg grotendeels afgesloten vanwege de aanleg van 110 KV-kabel ten bate van een windmolenpark op Slievecallan. Gedurende zes weken was een weggedeelte tussen Connolly en Milltown Malbay volledig afgesloten. In de periode daarna, tot mei 2017, waren over de hele route vanaf Slievecallan tot Ennis gehele of gedeeltelijke wegafsluitingen.